# Canal de Cordero

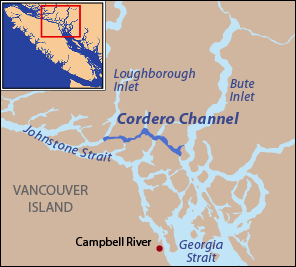
Canal de Cordero.

Le canal de Cordero (Cordero Channel) est un détroit canadien de Colombie-Britannique. Il est situé dans les eaux côtières de l'Alaska du Sud-Est et de la Colombie-Britannique, au nord du détroit de Géorgie et au sein des îles Discovery.
Le canal de Cordero, long de 36 km, sépare la chaîne côtière Waddington (au nord, sur le continent) de Sonora Island, East Thurlow Island et d'une partie de West Thurlow Island (au sud). Son extrémité occidentale est marquée par la baie de Loughborough. Sa sortie est communique avec la baie Bute.